# Indische Cricket-Nationalmannschaft in Bangladesch in der Saison 2014
Die Tour der indischen Cricket-Nationalmannschaft nach Bangladesch in der Saison 2014 fand vom 15. bis zum 19. Juni 2014 statt. Es war eine internationale Cricket-Tour die im Rahmen der Internationalen Cricket-Saison 2014 ausgetragen wurde und umfasste eine aus drei Spielen bestehende ODI-Serie, die Indien 2–0 gewann. Die Serie war Bestandteil der ICC ODI Championship.

## Vorgeschichte

### Ansetzung
Die Serie wurde kurzfristig angesetzt, unter anderem weil Indien den bangladeschischen Verband belohnen wollte, dass dieser Indien im ICC bei der zurückliegenden Neustrukturierung unterstützt hatte. Allerdings trat Indien nur mit einer Reservemannschaft an, was es schwierig machte die Serie zu vermarkten.

## Stadien
Das folgende Stadion wurden für die Tour als Austragungsort vorgesehen und am 14. Mai 2014 bekanntgegeben.
| Stadt | Stadion                                | Kapazität | Spiele    |
| ----- | -------------------------------------- | --------- | --------- |
| Dhaka | Sher-e-Bangla National Cricket Stadium | 26.000    | 1.–3. ODI |

## Kader
Bangladesch nominierte seinen Kader am 5. Juni 2014, Indien am 29. Mai 2014.
| Bangladesch | Indien |
| --- | --- |
| - Mushfiqur Rahim (K & wk) - Abdur Razzak - Al-Amin Hossain - Anamul Haque - Mahmudullah - Mashrafe Mortaza - Mithun Ali (wk) - Mominul Haque - Nasir Hossain - Shakib Al Hasan - Shamsur Rahman - Sohag Gazi - Tamim Iqbal - Taskin Ahmed - Ziaur Rahman | - Suresh Raina (K) - Stuart Binny - Kedar Jadhav - Vinay Kumar - Amit Mishra - Akshar Patel - Ajinkya Rahane - Parvez Rasool - Ambati Rayudu - Cheteshwar Pujara - Wriddhiman Saha (wk) - Mohit Sharma - Manoj Tiwary - Robin Uthappa - Umesh Yadav |

## One-Day Internationals in Dhaka

### Erstes ODI
| 15. Juni Scorecard | Dhaka | Bangladesch 272-9 (50)                    | – | Indien 153-3 (24.5/26) |
|                    |       | Indien gewinnt mit 7 Wickets (D/L method) |   |                        |

### Zweites ODI
| 17. Juni Scorecard | Dhaka | Indien 105 (25.3/41)                    | – | Bangladesch 58 (17.4/41) |
|                    |       | Indien gewinnt mit 47 Runs (D/L method) |   |                          |

Aufgrund von Regen wurde das Spiel auf 41 Overs pro Innings reduziert. Das Ziel in Bangladeschs Innings betrug nach der Duckworth-Lewis Method 106 Runs. Für Bangladesch war es die Einstellung der niedrigsten Run-Zahl bei einem ODI.

### Drittes ODI
| 19. Juni Scorecard | Dhaka | Indien 119-9 (34.2/40) | – | Bangladesch |
|                    |       | No Result              |   |             |

Das Spiel musste aufgrund von Regen abgebrochen werden.

## Statistiken
Die folgenden Cricketstatistiken wurden bei dieser Tour erzielt.
| ODIs             | ODIs        | ODIs    | ODIs    | ODIs    | ODIs    | ODIs    | ODIs    | ODIs    |
| Batting          | Batting     | Batting | Batting | Batting | Batting | Batting | Batting | Batting |
| Spieler          | Mannschaft  | Spiele  | Innings | Runs    | Average | HS      | 100s    | 50s     |
| ---------------- | ----------- | ------- | ------- | ------- | ------- | ------- | ------- | ------- |
| Mushfiqur Rahim  | Bangladesch | 3       | 2       | 70      | 35,00   | 59      | 0       | 1       |
| Robin Uthappa    | Indien      | 3       | 3       | 69      | 23,00   | 50      | 0       | 1       |
| Ajinkya Rahane   | Indien      | 3       | 3       | 67      | 22,33   | 64      | 0       | 1       |
| Suresh Raina     | Indien      | 3       | 3       | 67      | 33,50   | 27      | 0       | 0       |
| Shakib Al Hasan  | Bangladesch | 3       | 2       | 56      | 28,00   | 52      | 0       | 1       |
| Bowling          |             |         |         |         |         |         |         |         |
| Spieler          | Mannschaft  | Spiele  | Overs   | Wickets | Average | BBI     | 5W      | 10W     |
| Taskin Ahmed     | Bangladesch | 2       | 16      | 7       | 6,14    | 5/28    | 1       | 0       |
| Stuart Binny     | Indien      | 2       | 4.4     | 6       | 0,66    | 6/4     | 1       | 0       |
| Shakib Al Hasan  | Bangladesch | 3       | 15.5    | 6       | 10,33   | 3/27    | 0       | 0       |
| Mohit Sharma     | Indien      | 3       | 13.4    | 4       | 11,25   | 4/22    | 0       | 0       |
| Mashrafe Mortaza | Bangladesch | 3       | 22      | 4       | 21,25   | 2/35    | 0       | 0       |

## Player of the Series
Als Player of the Series wurden die folgenden Spieler ausgezeichnet.
| Serie | Player of the Series |
| ----- | -------------------- |
| ODI   | Stuart Binny         |

### Player of the Match
Als Player of the Match wurden die folgenden Spieler ausgezeichnet.
| Spiel  | Player of the Match |
| ------ | ------------------- |
| 1. ODI | Ajinkya Rahane      |
| 2. ODI | Stuart Binny        |